# Trigonophorus hookeri
Trigonophorus hookeri är en skalbaggsart som beskrevs av White 1856. Trigonophorus hookeri ingår i släktet Trigonophorus och familjen Cetoniidae. Inga underarter finns listade i Catalogue of Life.